# Неурорачунар
Неурорачунар (енгл. Wetware) је органски рачунар (који се такође може назвати и вештачки органски мозак или биолошки рачунар) састављен од органског материјала као што су живи неурони. Машински рачунари састављени од неурона су значајно различити од конвенционалних рачунара јер се сматра да су способни на начин "размишљања за себе", због динамичке природе неурона. Док је неурорачунар и даље у великој мери концептуалан, постигнут је неки успех у изградњи и прототипизацији, што је доказ реалне примене концепта у будућности. Најзначајнији примери прототиповања потичу од истраживања које је урадио биолошки инжењер Вилијам Дито, током свог боравка на Џорџија институту за технологију. Његов рад се огледао у изградњи једноставног неурорачунара који је способан за основно сабирање а који је био сачињен од неурона пијавица и као такав био значајно откриће концепта. Ово истраживање је главни пример интересовања за стварање оваквих вештачки конструисаних али и даље органских мозгова.

## Преглед
Концепт неурорачунара је од посебног интереса за област рачунарске производње. Посебна примена неурорачунара од интереса рачунарској индустрији је у тесној вези са Муровим законом. Ово запажање Гордона Мура каже да се број транзистора, који се могу поставити на силиконски чип, удвостручује на око две године. Муров закон је деценијама деловао као циљ индустрије, али с обзиром да се величина рачунара још увек смањује, способност достизања овог циља постала је много тежа. Због потешкоћа у смањењу величине рачунара, због ограничења величине транзистора и интегрисаних кола, неурорачунар пружа необичну алтернативу. Мрежни рачунар састављен од неурона је идеални концепт јер, за разлику од конвенционалних материјала који раде бинарно, неурон се може кретати кроз хиљаде стања, константно мењајући своју хемијску конформацију и преусмеравајући електричне импулсе у преко 200 000 канала његове синаптичке мреже. Због ове велике разлике у могућим поставкама сваког од неурона, у поређењу са бинарним ограничењима конвенционалних рачунара, ограничења су далеко мања.

## Позадина
Реч неурорачунар (енг. Wetware) је посебан и неконвенционалан концепт који је у тесној вези и са хардвером и са софтвером конвенционалних рачунара. Док се "хардвер" схвата као физичка архитектура традиционалних рачунара, изграђених од електричних кола и силицијумских плоча, "софтвер" је концептуална супротност хардвера, представља кодирану архитектуру складишта и инструкција. Неурорачунар је засебан концепт у чијој је сржи формирање органских молекула, углавном сложених ћелијских структура (попут неурона) како би се направио један рачунарски уређај. У неурорачунару идеје о хардверу и софтверу су испреплетене и међусобно зависне. Молекуларни и хемијски састав, органске или биолошке структуре, представља не само физичку структуру неурорачунара, већ и његов "софтвер", који се континуирано репрограмира дискретним електричним импулсима и градијентима концентрације хемијских супстанци, док молекули мењају своје структуре зарад слања сигнала. Брзина реакције ћелије, протеина и молекула на промену конформација у оквиру сопствених структура као и око њих, повезује идеје о унутрашњем програмирању и спољашњој структури на начин који је сасвим другачији од тренутног модела конвенционалне рачунарске архитектуре.
Структура неурорачунара представља модел у коме су екстерна структура и интерно програмирање међусобно зависни и јединствени; што значи да ће промене у програмирању или у начину унутрашње комуникације између молекула представљати физичку промену у самој структури уређаја. Динамичка природа неурорачунара је заправо позајмљена из саме функције сложених ћелијских структура у биолошким организмима. Комбинација "хардвера" и "софтвера" у један динамичан и међусобно зависни систем који користи органске молекуле за стварање неконвенционалног модела рачунарских уређаја је специфичан пример примењене биороботике.

### Ћелије као модел мреже
Ћелије се на многе начине и саме могу посматрати као један природан пример неурорачунара, слично концепту да је људски мозак већ постојећи пример сложенијег неурорачунара. У својој књизи Неурорачунар: рачунар у свакој живој ћелији (2009) Денис Бреј објашњава своју теорију да ћелије, које су најосновнији облик живота, представљају само комплексну рачунарску структуру. Да поједноставимо један од његових аргумената, ћелија се може посматрати као врста рачунара, користећи сопствену структуирану архитектуру. У овој архитектури, слично као традиционарни рачунар, многе мање компоненте функционишу у синхронији како би примале улаз, процесуирале информације и израчунавале излаз. У превише поједностављеној и не-техничкој анализи, ћелијска функција може бити подељена на следеће компоненте. Информације и упутства за извршавање се чувају у облику ДНК у ћелији, РНК делује као извор за кодирани улаз који обрађују рибозоми и други транскрипциони фактори како би се приступило ДНК а затим и процесуирао и као излаз добио протеин. Брејов аргумент у корист разматрања ћелија и ћелијских структура као пример природних рачунских уређаја важан је приликом разматрања примена неурорачунара у биороботици.

### Биороботика
Неурорачунар и биороботика су блиско повезани концепти. Структура биороботике може се дефинисати као систем моделован од већ постојећег органског комплекса или модела као што су ћелије (неурони) или сложенијих структура попут органа (мозга) или целих организама. За разлику од неурорачунара, концепт биороботике не представља увек систем састављен од органских молекула, већ се може састојати и од конвенционалних материјала који су пројектовани и састављени у сличној структури као и сам биолошки модел. Биороботика има много примена и користи се претежно за решавање проблема насталих из конвенционалне рачунарске архитектуре. Концептуално посматрано, дизајнирање програмског, роботског или рачунарског уређаја на основу већ постојећег биолошког модела, као што је ћелија, или чак целог организма, даје инжењеру или програмеру предности увођења природних решења насталих из процеса еволуције у сам модел.

## Примена и циљеви

### Основни неурорачунар састављен од неурона пијавица
1999. године Вилијам Дито и његов тим истраживача на Џорџија институту за технологију и Универзитету Емори створили су основни облик рачунара способног за просто сабирање, користећи неуроне пијавица. Пијавице су коришћене због величине њихових неурона и једноставности налажења и манипулације истим. Рачунар је био у стању да изврши основно сабирање помоћу електричних сонди убачених у неурон. Међутим, манипулација електричне струје кроз неуроне није био једноставан задатак. За разлику од конвенционалне компјутерске архитектуре која се базира на бинарним стањима, неурони су способни да постоје у хиљадама стања и комуницирају једни с другима кроз синаптичке везе где свака од њих садржи преко 200 000 канала. Сваки се може динамички померити у процесу под називом "самоорганизација" како би константно формирали и реформирали нове везе. Конвенционални компјутерски програм под називом "динамична спона" написао је Ив Мардер, неуробиолог на Брандејс универзитету који је могао уживо да чита електричне импулсе диретно из неурона и истовремено их и тумачи. Овај програм је коришћен у манипулацији електричних сигнала, пропуштених кроз неуроне, зарад представљања бројева и комуникације једних са другима зарад враћања резултата тј. суме.

### Биолошки модели за конвенционално рачунарство
Након свог рада на стварању основног рачунара од неурона пијавица, Дито је наставио да ради не само са органским молекулима и неурорачунарима, већ и са концептом примене хаотичне природе биолошких система и органских молекула у конвенционалне материјале и логичке капије. Хаотични системи имају предности у генерисању шаблона и рачунању виших функција у облику меморије, аритметичке логике и улазно/излазних операција. У свом чланку Изградња хаотичног компјутерског чипа Дито говори о предностима у програмирању при коришћењу хаотичних система, због њихове веће осетљивости да реагују и поново конфигуришу логичке капије. Главна разлика између хаотичног компјутерског чипа и конвенционалног рачунарског чипа је реконфигурабилност хаотичног система.

### Будуће примене неурорачунара
Подпоље органских рачунара и неурорачунара је и даље у великој мери хипотетичко и у прелиминарној фази. Иако још увек није дошло до великих догађаја у стварању органског компјутера још од стварања калкулатора развијеног од стране Вилијама Дитоа 1990. године, истраживање поменуто у горњим одељцима наставља да напредује. Специфични примери истраживања, као што је моделирање хаотичних путева у силицијумским чиповима Вилијама Дитоа, створили су нова открића у вези начина организовања традиционалних силицијумских чипова, а структуирање рачунарске архитектуре је ефикасније и боље. Идеје које произилазе из области когнитивне биологије такође помажу у напредовању и то у облику структуирања система за вештачку интелигенцију, у циљу бољег симулирања постојећих система код људи.